# Transport kolejowy w Belgii

Mapa belgijskiej sieci kolejowej

Transport kolejowy w Belgii – system transportu kolejowego działający na terenie Belgii.
W Belgii istnieje 3602 km linii kolejowych z czego 3160 km jest zelektryfikowanych. Linie mają normalny rozstaw szyn – 1435 mm. Narodowy przewoźnik to Société Nationale des Chemins de Fer Belges (SNCB).

## Infrastruktura
Belgia posiada wysoko rozwiniętą sieć kolejową. Napięcie obowiązujące na liniach zelektryfikowanych to 3000 V (3 kV), z wyjątkiem około 80 km linii dużych prędkości, które zelektryfikowano napięciem przemiennym 25 kV/50 Hz.  
Gęstość linii kolejowych wynosi 11,5 km/na 100 km², co daje Belgii pierwsze miejsce w Europie. 
Infrastrukturą klejową w Belgii zarządza Infrabel. 
Historia 
Pierwsza linia kolejowa w Belgii została oddana do użytku 5 maja 1835 r. Połączyła ona Brukselę z miejscowością Mechelen. Wkrótce została przedłużona do Antwerpii oraz w kierunku kopalń i hut leżących na południu kraju.   
Belgia była pierwszym państwem na świecie, w którym sieć linii kolejowych została z góry zaplanowana. Dzięki temu w ciągu dziewięciu kolejnych lat powstały korytarze łączące północ kraju z południem oraz wschód z zachodem. Do 1843 roku budowa kolei była finansowana ze środków państwowych. Od 1844 r. budowę nowych linii przekazano w ręce kapitału prywatnego.
Do 1870 r. sieć kolejowa liczyła sobie ponad 3 000 km, z czego ponad 2 200 km było prywatnych. W ciągu kolejnych lat znacjonalizowano większość prywatnych linii i już w 1912 r. łączna długość linii kolejowych wynosiła ok. 5 000 km, przy czym prywatnych było tylko 300 km.
Podczas II wojny światowej belgijska poniosła wiele zniszczeń, głównie podczas alianckich bombardowań i akcji dywersyjnych, jednak po wojnie kolej została szybko odbudowana.
W 1926 r. powołano spółkę Société Nationale des Chemins de Fer Belges (SNCB), która przejęła wszystkie linie. 
W 1953 r. z ogólnej długości linii 5012 km, 400 km zelektryfikowane było systemem prądu 3000 V, a ponad połowa (2701 km) była dwutorowa. W 1957 r. sieć liczyła już tylko 4973 km (z tego 2506 km linii dwutorowych). W latach powojennych kontynuowano elektryfikację, ale jednocześnie stopniowo likwidowano nierentowne linie. 
Do 2001 r. długość linii zmniejszyła się o około 1500 km, co w przypadku tak niewielkiego kraju jest ilością dość znaczną.
W 1997 roku uruchomiono pierwszą linię kolei dużych prędkości.

## Przewozy
W 2023 roku SNCB przewiozło 244 miliony pasażerów.